# Aleksandr Martînov
Aleksandr Vladimirovici Martînov (n. 12 ianuarie 1981, Tiraspol, RSS Moldovenească, URSS) este un om politic din Transnistria, de etnie rusă. Începând cu data de 17 decembrie 2016, el este premierul statului nerecunoscut internațional.